# Mamacita (chanson de Ninho)
Pour les articles homonymes, voir Mamacita.
Singles de Ninho
Dis moi qu'tu m'aimes
(2016) Rose
(2017)
Clip vidéo
[vidéo] « Ninho - Mamacita (Clip officiel) », sur YouTube
Mamacita est une chanson du rappeur français Ninho extrait de l'album Comme prévu.

## Contexte
La chanson sort en tant que premier extrait de l'album accompagné du clip réalisé par Chris Macari. Elle est écrite par Ninho lui-même, produite par Fabrice Landry et composée par le beatmaker Katrina squad[réf. nécessaire].
À sa sortie, elle rencontre un franc succès[style à revoir] en France, se classant à la troisième place du Top streaming. Elle est par la suite certifiée single de diamant. C'est aussi l'un des titres majeur du projet et de la carrière du rappeur[Quoi ?][source détournée].
En fin d'année 2017, elle se classe 15e des ventes combinées de l'année, dans le secteur single.

## Classements
| Classements (2018)                      | Meilleure position |
| --------------------------------------- | ------------------ |
| Belgique (Wallonie Ultratop 50 Singles) | 35                 |
| France (SNEP)                           | 3                  |

## Certification
| Pays   | Organisme | Certification | Seuil                            |
| ------ | --------- | ------------- | -------------------------------- |
| France | SNEP      | Diamant       | 35 millions d'équivalent streams |